# Гречихино (Гомельская область)
Гречихино (бел. Багуславец; Грачыхіна; до 24 июня 1977 года — Богуславец) — деревня в Алексичском сельсовете Хойникского района Гомельской области Республики Беларусь.
В 1930-х годах поблизости деревни обнаружено железорудное месторождение.
В 1977 году деревня Богуславец была переименована в честь Героя Советского Союза Н. А. Гречихина — Гречихино.

## География

### Расположение
В 15 км на северо-запад от районного центра и железнодорожной станции Хойники (на ветке Василевичи — Хойники от линии Гомель — Калинковичи), в 118 км от Гомеля.

### Гидрография
На востоке мелиоративный канал, соединённый с рекой Припять (приток реки Днепр).

## Транспортная сеть
Транспортные связи по просёлочной, а затем автодороге Хойники — Мозырь. Планировка состоит из прямолинейной улицы, ориентированной с юго-востока на северо-запад и застроенной двусторонне деревянными усадьбами.

## Этимология
До 24 июня 1977 года деревня носила название Богуславец — в честь пана Богуслава Леопольда Оскерко, хорунжего мозырского. В 1943 году буквально в трёх километрах от деревни, в бою около поворотов на Туневщину и Глинище, погиб будущий Герой Советского Союза старшина Никита Гречихин. Имя героя присвоили населённому пункту.

## История
В метрических книгах Юровичского костёла имеется запись о крещении в сентябре 1789 г. детей Матея и Катерины из Прибытковских Кулешей. Любопытно, что воспреемниками выступили Кароль Прозор, великий обозный ВКЛ, и Марианна Оскерчанка, Флоренций Оскерко, владелец имения Новый Двор (Алексичи), к которому принадлежал Богуславец, и Людвика из князей Шуйских Прозор, владелица имения Хойники и Остроглядовичи. На 1792 и 1796 г. тут упомянута каплица Юровичского парафиального костёла. Позднее под названием Богуславец в различных источниках выступают местечко (в 1834 г. из пяти дворов три принадлежали ремесленникам: кузнецу, меднику и токарю; возможно, существовала и корчма), застенок (фольварковая земля в 20 десятин, части которой паны Аскерко подарили двум шляхецким сем’ям — Беляцким и Харевским) и деревня в имении Новый Двор панов Оскерко, Винчей, Сущинских. В пореформенный период одноимённый застенок принадлежал «мещанам» Голубовичам, а в деревне жили малоземельные крестьяне. Назван в честь давнего владельца имения Богуслава Леопольда Оскерко.
В пореформенной России селение — в Юровичской волости Речицкого уезда Минской губернии.
В 1931 году жители вступили в колхоз. Во время Великой Отечественной войны в бою примерно за три-четыре километра от деревни, у поворотов на Туневщину и Глинище, 29 ноября 1943 года погиб Герой Советского Союза Н. А. Гречихин. В 1977 году деревня Богуславец названа его именем. 28 жителей погибли на фронте. Согласно переписи 1959 года в составе колхоза «Большевицкая Победа» (центр — деревня Княжица).

## Население

### Численность
- 2023 год — 16 жителей

### Динамика
- 1834 год — 5 дворов
- 1850 год — 6 дворов
- 1897 год — 10 дворов 55 жителей (согласно переписи)
- 1908 год — 14 дворов
- 1930 год — 23 двора, 109 жителей
- 1959 год — 176 жителей (согласно переписи)
- 2004 год — 22 хозяйства, 44 жителя
- 2021 год — 11 хозяйств, 24 жителя
- 2023 год — 16 жителей

## Достопримечательность
- Вяз — дерево, расположенное в середине улицы деревни. Табличка возле него свидетельствует, что дерево здесь с 1829 года. Почти 200 лет!